# ARJ
ARJ는 로버트 K. 정(Robert K. Jung)이 개발한 압축 프로그램 및 파일 형식의 하나이다. ARJ는 "Archived by Robert Jung"에서 따온 약자이다.
1990년대 초반에서 중반까지 ARJ는 PKZIP과 더불어 가장 널리 사용되는 압축 프로그램 및 파일 형식이었다. ARJ는 특히 PC 통신 게시판에서 널리 사용되었는데, 큰 이유 중의 하나는 대용량 자료를 여러 장의 플로피 디스크에 저장하거나 여러개의 파일로 묶어 게시판에 게시하는 등의 작업을 쉽게 할 수 있도록 다중볼륨 압축파일을 지원했다는 점이다.
ARJ는 사용자가 직접 압축파일의 압축률을 변경할 수 있는 기능을 제공했는데, 이런 기능은 모뎀의 MNP나 v.42bis와 같은 전송 방식의 이점을 충분히 살릴 수 있도록 압축파일의 압축률을 일부러 낮출 수 있게 했다.
이후 ARJ는 그래픽 사용자 인터페이스를 제공하는 데 뒤처짐으로써 다른 압축 프로그램 및 파일 형식에 시장 점유율을 많이 잃었다. 그러나 현재도 플로피 디스크와 같은 저용량 매체를 사용하는 사람들이 ARJ의 다중볼륨 압축 기능을 이용하는 경우가 있다. 한편, 다중볼륨 압축은 RAR과 WinRAR도 지원하나, 압축 포맷 자체가 1990년대에 ARJ보다 뒤에 등장하였다.
ARJ가 다른 압축 프로그램 및 파일 형식과 다른 또 하나의 특징으로는 다중볼륨 압축파일의 내용을 변경(파일 추가, 삭제, 변경)할 수 있는 기능을 제공하는 점이다. (2006년 3월)

## 같이 보기
- JAR - 같은 개발자의 또 다른 압축 프로그램 및 파일 형식
- LHA
- ZIP
- 압축 소프트웨어의 비교